# Massacres de Cunhaú et Uruaçu

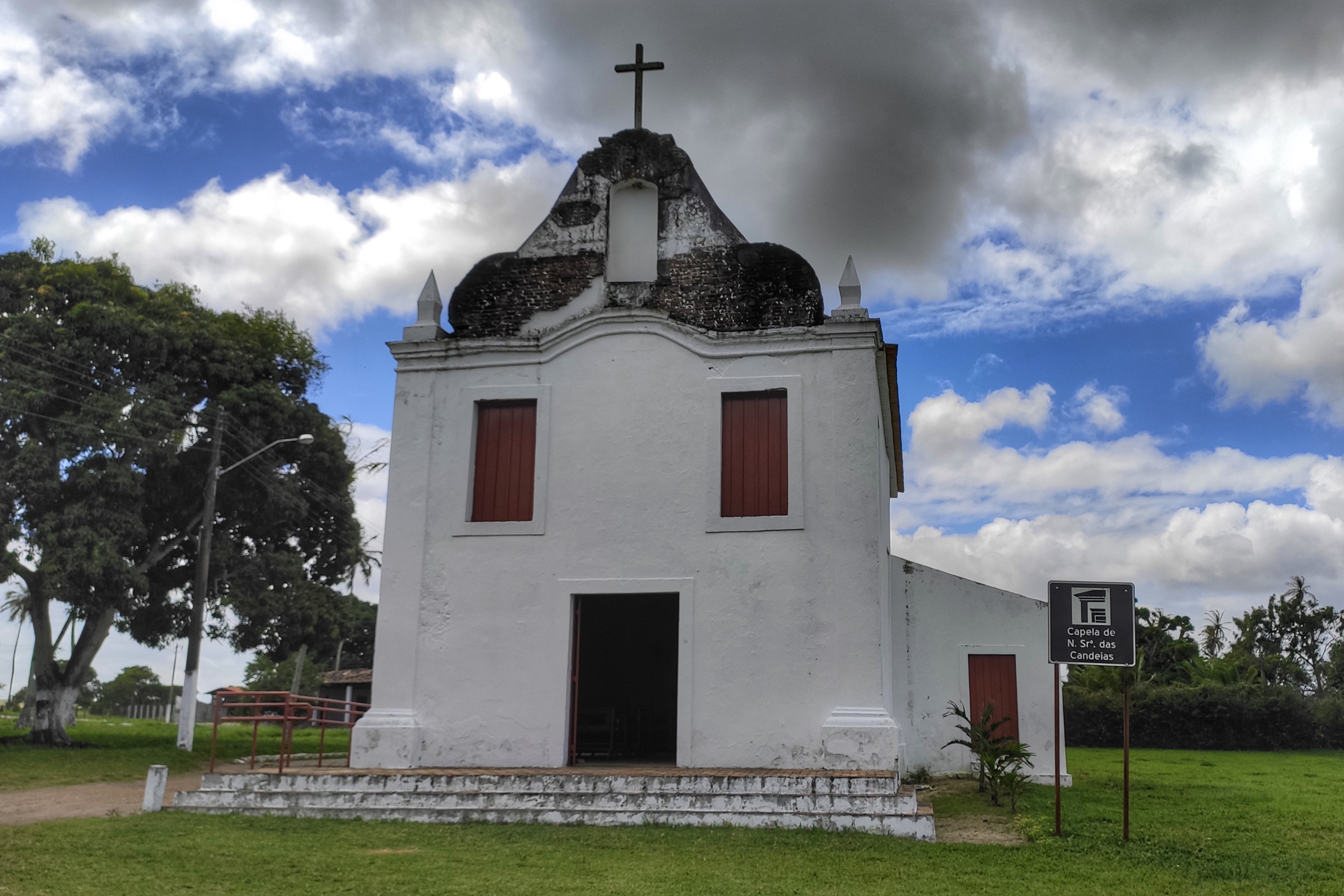
La chapelle Notre-Dame de Candeias à Engenho Cunhaú, Canguaretama, lieu du martyre de Cunhaú.

Les massacres de Cunhaú et Uruaçu, du nom de leur lieu dans la chapelle de Nossa Senhora das Candeias, et au moulin à sucre de Cunhaú, se sont produits au milieu du XVIIe siècle en Nouvelle-Hollande (Brésil) dans l'État du Rio Grande do Norte, durant la révolte indigène qui déferle en 1645 et dégénère en juillet 1645 puis le 3 octobre 1645 par un massacre puis une bataille durant laquelle sont tués et pour certains torturés de nombreux civils de tous âges et sexes, dont une trentaine de catholiques identifiés, menés par le père Ambrósio Francisco Ferro et le laïc Mateus Moreira, qui seront quatre siècles plus tard canonisés par l'Église catholique et commémorés au Brésil comme des martyrs.

## Circonstances
L'événement, appelé aussi "tragédie des martyrs de Natal", qui a donné lieu à la commémoration éponyme, s'est déroulé dans deux paroisses du Rio Grande do Norte : Notre-Dame-aux-Cierges à Cunhaú et Notre-Dame-de-la-Présentation à Natal.
Le dimanche 16 juillet 1645, le père André de Soveral, curé de Cunhaú, célèbre la messe dans la chapelle quand un groupe de soldats fait irruption en barricadant les portes. Plus de 60 fidèles sont massacrés à coup d'épée, parmi eux le laïc, Domingo Carvahlo. Trois mois plus tard, le 3 octobre 1645 à Uruaçu, les catholiques cherchent à se mettre à l'abri mais sont faits prisonniers, à l'issue du siège de deux semaines d'un fortin improvisé, dans lequel vivait un catholique français dont le gendre était soupçonné de vouloir vendre aux Portugais le fort hollandais du Ceara dont il avait le commandement. Ils sont remis à des soldats hollandais et 200 Indiens convertis au protestantisme calviniste, menés par le capitaine Amérindien et gouverneur de la capitainerie Antonio Parapawa, qui les mutilent un par un jusqu'à la mort. Parmi les victimes le père Ambrosio Francisco Ferro, martyrisé avec un grand nombre de ses paroissiens.

## Contexte
Le massacre a lieu à une époque du Brésil où les Hollandais restreignent notamment la liberté de culte des catholiques, qui sont très vite persécutés. Il s'est produit peu après que Antonio Parapawa, de retour des Pays-Bas où il avait accompagné le gouverneur du Brésil Bassau-Siegen, est devenu capitaine et gouverneur du Rio Grande, poste qu'il conservera entre 1645 et 1649, à une période où la colonisation hollandaise a été mise en difficulté par la chute des prix du sucre depuis le début des années 1640.
La WIC avait alors commencé à recouvrer les dettes contractées par les commerçants et les agriculteurs portugais résultant des prêts obtenus sous Nassau-Siegen (1637-1644) pour reconstruire les plantations avec de l'argent emprunté à la Hollande.
C'est aussi l'époque de l'avancée fulgurante des Guerres de reconquête des Portugais au Brésil, qui placent les Hollandais en situation difficile : dès la fin de l'année 1645 ils seront contraints de se retrancher à Recife, après avoir subi des défections spectaculaires. Les deux Néerlandais les plus importants à avoir trahi furent ainsi Dirck van Hooghstraten et Casper van der Leij, leur passage à l'ennemi étant découvert au moment d'une réunion de la WIC le 10 septembre 1645.
En octobre 1645, l'un des principaux dirigeants hollandais, Adriaen van Bullestrate, fait partie de la junte qui vient de succéder au gouverneur Nassau-Siegen. Cette année-là, les Pays-Bas décident de créer une assemblée de représentants des Amérindiens du Brésil, avec l'assentiment du Conseil des 19 de la WIC.
Il quitte Recife pour les provinces du Paraiba et de Rio Grande, où il rencontre Antonio Parapawa, leader des alliés Tupi, et Jacob Rabbe, agents de liaison avec les Tapuyas, moins fiables, impliqués dans le massacre. Ils se mettent d'accord sur différents plans, incluant celui de transporter femme et enfants portugais hors de ces provinces, car la plupart de leurs chefs de famille ont rejoint le front dans les troupes portugaises. Il est alors envisagé de faire de même avec les familles des Hollandais qui ont épousé des Portugaises puis ils y renoncent.

## Victimes et personnes liées à l'affaire

### Le père André de Soveral
Victime emblématique du massacre à l'âge de 73 ans, André de Soveral avait étudié au Collège d'Olinda, dans le Pernambouc, centre missionnaire pour la catéchèse des Amérindiens. Né au Brésil vers 1572 à Sao Vicente dans l'île de Santos, il était entré en 1593 dans la Compagnie de Jésus et avait appris la langue indienne au cours de son noviciat à Bahia, lui permettant d'effectuer un voyage missionnaire en territoire Potiguaras et d'y bénir un mariage et plusieurs baptêmes. Devenu prêtre diocésain, il fut à partir de 1614 le curé de Cunhaú.

### Le français Jean Lostau Navarro
Parmi les victimes qui furent canonisées, le catholique français Jean Lostau Navarro, originaire de Basse Navarre, région du Pays basque qui deviendra les Pyrénées-Atlantiques. Fervent catholique, qui avait commandé une vingtaine de messes pour le mariage d'une de ses filles, ce dernier avait « aidé à la colonisation et à la culture de la terre, à la fixation du bétail et à l’installation du moulin à sucre » selon plusieurs documents indiquant qu’il dispose alors de terres relativement importantes. Le fait que les catholiques aient choisi de se réfugier dans sa maison fortifiée, située à côté d'une plage, suggère selon une chronique qu'il était « un des habitants les plus riches et prestigieux du Rio Grande ».
Sur la carte publiée par Caspar Barléus en 1647 figure, au bord du fleuve Trairi, un village dans lequel est affiché le nom de Lostau Navarro.

### Le cas de l'allemand Jacob Rabbe
Parmi les meneurs de la révolte amérindienne, Jacob Rabbi, souvent orthographié Rabbe ou même Rabe, un allemand originaire de Waldeck, arrivé le 23 janvier 1637 au Brésil, où il vécut ensuite 4 ans avec les indigènes Jandui, épousant l'une d'elles, nommée Domingas. Le Haut Conseil de Recife avait laissé des écrits reconnaissant que Dominga, l'épouse de Jacob Rabbe, avait le statut d’épouse, tout comme celle de Jacob Kint, un autre Hollandais marié à une femme Tupi, commandant des Tapuyas et Tupi dans la région de Goyana.
Jacob Rabbe avait été reçu par le morubixaba Jandui (ou Jean Wy), avant de publier en latin un important récit de voyage décrivant cette tribu. Plusieurs auteurs comme  Barlaeus (1647), Margrave (1648), l'amiral Herckmann, ou Baro (1651), ambassadeur en 1647 des Provinces-Unies auprès des Tapuias, ont puisé abondamment dans son récit. Ses portraits des Tapuias du Rio Grande, du Ceará et du Maranhäo ont permis de rapprocher ces Amérindiens de l'ethnie "gé". Il effectua avec eux plusieurs pillages, vols de bétail, vêtements, bijoux, et massacres, dans les plantations du Rio Grande, mais aussi à Paraíba et au Pernambouc.
Jacob Rabbe est ensuite tué par deux coups de feu, en rentrant chez lui à environ trois heures de marche de Potengí, à minuit, le 5 avril 1646, et les soupçons se portent sur Garstman, chez qui il venait d'être reçu et dont il soupçonnait la trahison depuis des semaines.

### Le cas du lieutenant-colonel Joris Garstman
Une des filles de Jean Lostau Navarro avait épousé le lieutenant-colonel Joris Garstman, commandant du fort Ceulen au Rio Grande, de 1633 à 1637,.
En 1633, ce dernier avait été mentionné parmi les conquérants de l’île Itamaracá et les vainqueurs de l’Arrayal Velho, bastion fortifié du chef militaire portugais Albuquerque. En 1636, De Laet l'avait mentionné comme commandant du Rio Grande, interrogé et soupçonné d'intelligence avec l'ennemi portugais, dans le but de lui transmettre Fort Ceulen, au même titre qu'un de ses amis vicaire.
Selon les lettres adressées par Joris Garstman le 4 avril 1646 au Conseil de Recife, rapportées par Johannes Nieuhof, ce dernier est devenu le colonel Garstman, informant que l’ennemi portugais a quitté Rio-Grande. Le 31 mars, le Conseil avait reçu d'autres lettres du Rio Grande, datées du 25 mars, informant que 800 soldats portugais, dont 300 mousquetaires, menés par Paul da Cunha et le chef améridien Felipe Camaro étaient entrés à Cunhaú afin d’emmener à Paraíba le bétail local. Le 5 avril 1646 Jacob Rabbe est assassiné et il est soupçonné.
L’accusation contre Garstman est venue de deux soldats portugais, selon qui lui et son beau-père projetaient de vendre le fort du Rio Grande alors sous le commandement de Garstman. Garstman a nié le crime, mais ses accusateurs ont affirmé qu’il était en colère contre Jacob Rabbe pour avoir mené l'année précédente le raid sur les Portugais qui avait causé la mort son beau-père. Des témoignages ont suggéré que Garstman a pillé le domaine de Rabbe.
Le Conseil de Recife craint alors une révolte des Tapuias contre les Hollandais aussi car les Amérindiens ont envoyé des représentants à Recife soulignant leur loyauté et disponibilité à aider les Hollandais, que ce soit dans l’armée, les champs ou les salines et en expliquant que si Jacob Rabbi avait volé le bétail du beau-père de Garstman c'était seulement en raison de la pénurie temporaire de nourriture. Une rumeur affirme alors à Recife que Garstman tentait d’acquérir les trésors issus des pillages de Jacob Rabbi et les avait localisés.
Dès le 24 avril 1646, trois semaines après l'assassinat, Garstman est arrêté, devant des Amérindiens le réclamant, par ordre des hauts commissaires à la justice et aux finances. Le suspect accuse son lieutenant, Jan Boulan, et se défend, mais le Conseil de Recife confisque ses biens, puis ordonne une enquête sur l'affaire, à l'issue de laquelle Garstman sera temporairement chassé du Brésil, mais refuse de le liver aux Tapuias, qui décident en rétorsion de se soulever contre les Hollandais aussi, début 1647.
La volte-face des Amérindiens s’avérant être une calamité pour l’occupation néerlandaise, Recife a réagi en organisant des raids contre les Tapuias dans le Nord du Brésil et à cet effet mis en place une garnison de soldats noirs, recrutés à partir d’esclaves, en présentant les Amérindiens comme les responsables des attaques contre les villages d'esclaves fugitifs de Palmares, selon le témoignage de Moreau.
Garstman a été renvoyé aux Pays-Bas, mais a finalement été blanchi des accusations portées contre lui, et il est retourné au Brésil, où il a continué à monter dans la hiérarchie militaire. Il est ainsi recruté comme commandant de la milice au Ceara, selon Matthias Beck, le chef de l'expédition envoyée en 1649 par les Hollandais pour y rechercher des mines d'argent.
Beck écrira lors de son arrivée à la Barbade en 1654 une lettre affirmant que Garstman est mort sur le chemin de la Martinique. Selon cette lettre de Matthias Beck datée du 8 octobre 1654, tous deux sont partis en même temps du Brésil, sur plusieurs petites embarcations mais au bout de deux jours de navigation celle de Gartsman a obliqué vers l'île de Martinique, mais avant d'y arriver il est décédé en mer d'une maladie, peu avant l'arrivée de Beck à la Barbade. Le 20 juin 1654, Matias Beck et son entourage avaient été les derniers Néerlandais à quitter le sol brésilien en direction de l'île de la Barbade, sur un navire des Portugais qui étaient venus prendre possession du fort du Ceara, où les Hollandais étaient retranchés, encerclés par des Amérindiens hostiles.

### Suites du drame
En décembre 1645, ce sont les veuves des portugais tués lors d'une autre attaque des Indiens dans la province de Rio Grande qui semblent avoir décidé d’épouser les néerlandais disponibles. Les maris demandèrent l'autorisation de récupérer les esclaves et le butin de guerre de leurs nouvelles épouses,.

## Canonisation
Trente des victimes portugaises font partie des 35 nouveaux saints canonisés au cours de la messe célébrée sur la place Saint-Pierre, le 15 octobre 2017 par le pape François. Ils avaient déjà été béatifiés en 2000 par le pape Jean Paul II à l’occasion des 500 ans de l’évangélisation du Brésil, car considérés comme des « exemples de dévotion eucharistique, de fidélité à l’Église et d’engagement missionnaire ». Selon plusieurs sources historiques, les soldats hollandais auraient offert à ces fidèles catholiques la possibilité de se convertir au calvinisme mais tous auraient refusé.
Dès le 21 décembre 1998, Jean-Paul II avait promulgué un décret reconnaissant le martyre, permettant ainsi leur béatification.
Le 5 mars 2000, Jean-Paul II avait célébré leur béatification sur la place Saint-Pierre de Rome.

## Commémoration
Un "monument aux martyrs" commémorant cet événement a été inauguré le 5 décembre 2000 en présence d'environ 15 000 personnes, dont plusieurs autorités ecclésiastiques. Dans l'État du Rio Grande, il fait l'objet d'un jour férié.

## Historiographie
L'histoire des massacres de Cunhaú et Uruaçu, n'a été publiée qu'à la fin des années 1980, grâce aux recherches de Monseigneur Francisco de Assis Pereira (1935-2011), qui a écrit un livre sur le sujet, appelé « Bienheureux Mateus Moreira et ses compagnons martyrs ». Il a été nommé par la Conférence nationale des évêques du Brésil responsable de l'organisation du martyrologie de l'Église au Brésil. Parmi les autres livres mentionnés pour la profondeur de leur enquête, "Terras de Mártires", de la journaliste Auricéia Antunes de Lima, et "Mártires de Cunhaú et Uruaçu", du Père Eymard L'E. Monteiro.